# 巴尔加 (蓬特韦德拉省)
巴尔加，是西班牙加利西亚自治区蓬特韦德拉省的一个市镇。 总面积41平方公里，总人口6196人（2001年），人口密度151人/平方公里。